# Inuit Ataqatigiit
Comunidad Inuit (en groenlandés: Inuit Ataqatigiit) es un partido político independentista y de izquierdas de Groenlandia. El partido nació del incremento del radicalismo de la juventud en Dinamarca en los años 70. 
En las elecciones legislativas del 11 de marzo de 2025, obtuvo un 21.6% de los votos y siete escaños de un total de 31, siendo el tercer partido más votado.
Comunidad Inuit está representada en el Folketing danés.

## Resultados electorales

### Parlamento de Groenlandia
| Año  | Votos       | %     | Resultado | +/-         | Gobierno             |
| ---- | ----------- | ----- | --------- | ----------- | -------------------- |
| 1979 | 813 (#4)    | 4,41  | 0/21      |             | Extraparlamentario   |
| 1983 | 2.612 (#3)  | 10,65 | 2/26      | 2           | Coalición con Siumut |
| 1984 | 2.732 (#3)  | 12,11 | 3/25      | 1           | Coalición con Siumut |
| 1987 | 3.823 (#3)  | 16,53 | 3/26      | Sin cambios | Coalición con Siumut |
| 1991 | 4.848 (#3)  | 19,37 | 5/27      | 2           | Oposición            |
| 1995 | 5.180 (#3)  | 20,31 | 6/31      | 1           | Coalición con Siumut |
| 1999 | 6.217 (#3)  | 22,08 | 7/31      | 1           | Coalición con Siumut |
| 2002 | 7.244 (#2)  | 25,59 | 8/31      | 1           | Coalición con Siumut |
| 2005 | 6.517 (#3)  | 22,60 | 7/31      | 1           | Coalición con Siumut |
| 2009 | 12.457 (#1) | 43,70 | 14/31     | 7           | Gobierno en minoría  |
| 2013 | 10.374 (#2) | 34,40 | 11/31     | 3           | Oposición            |
| 2014 | 9.776 (#2)  | 33,49 | 11/31     | Sin cambios | Coalición con Siumut |
| 2018 | 7.478 (#2)  | 25,50 | 8/31      | 3           | Oposición            |
| 2021 | 9.912 (#1)  | 36,60 | 12/31     | 4           | Coalición con Siumut |